# 81 Большой Медведицы
81 Большой Медведицы (лат. 81 Ursae Majoris), HD 118214 — одиночная звезда в созвездии Большой Медведицы на расстоянии приблизительно 302 световых лет (около 93 парсеков) от Солнца. Видимая звёздная величина звезды — +5,588m.

## Характеристики
81 Большой Медведицы — белая звезда спектрального класса A0V. Радиус — около 2,14 солнечных, светимость — около 50,28 солнечных. Эффективная температура — около 9886 К.